# 494
494 (CDXCIV) je bilo navadno leto, ki se je po julijanskem koledarju začelo na soboto.

## Dogodki
- 1. januar